# بخش کاتان لیل
بخش کاتان لیل (به اسپانیایی: Departamento Catán Lil) یک منطقهٔ مسکونی در آرژانتین است که در استان نئوکن واقع شده‌است. بخش کاتان لیل ۵٬۴۹۰ کیلومتر مربع مساحت و ۲٬۴۶۹ نفر جمعیت دارد.